# Платформа за право вибору
Платфо́рма за пра́во ви́бору (кат. Plataforma pel Dret de Decidir) — неформальне об'єднання політичних партій, рухів та приватних осіб у Каталонії та каталонських землях. Платформа за право вибору була створена наприкінці 2005 р. для проведення демонстрації у Барселоні під гаслом «Ми — окрема нація та маємо право самі вирішувати свою долю!» (кат. Som una nació i tenim el dret de decidir).
Демонстрацію було заплановано для того, щоб заявити про підтримку Статуту Автономної області Каталонія, що його було ухвалено 30 вересня 2005 р., оскільки центральна іспанська влада відмовилася схвалити його у тій редакції, яка була проголосована каталонським парламентом.
Наприкінці 2005 р.- на поч. 2006 р. Платформа за право вибору офіційно об'єднувала 700 підприємств, 58 міських рад та понад 4 тис. приватних осіб.

## Демонстрація 18 лютого 2006 р
Хоча ще 21 січня 2006 р. Артур Мас, лідер партії Конвергенція та Єднання, узгодив кінцевий варіант Статуту Каталонії з прем'єр-міністром Іспанії Хосе Луїсом Сапатеро, багато хто залишився незадоволеним тими правками, які було зроблено у тексті, який був проголосований парламентом Каталонії, зокрема Республіканська лівиця Каталонії виступила різко проти і закликала не голосувати на референдумі за цю редакцію Статуту.
Хоча в останній момент організаторами демонстрації було ухвалено рішення активно не закликати до маніфестації прихільників розширення автономних прав Каталонії, на демонстрацію вийшло до 700 тис. осіб (за даними Платформи, 125 тис. за даними міської охорони та 82 тис. за даними громадської неофіційної організації «Contrastant»), що стало беззаперечним успіхом руху. За повідомленнями, маніфестантами була повністю заповнена вулиця Ґран Віа між площею Іспанії (пласа д'Аспанья) та площею Каталонії (пласа да Каталонья) у Барселоні. Демонстрація стала найбільшою маніфестацією за кілька останніх років.

## Розділення руху
Після референдуму 18 червня 2006 р., коли новий Статут з правками було підтримано 73,9 % з тих, хто взяв участь у референдумі (загалом — 49 % виборців, 20,76 % висловилися проти), а особливо після демонстрації 1 грудня 2007 р. Платформа за право вибору поділилася на дві частини, які наразі використовують однакову назву. Загальним бажанням усіх учасників є об'єднання, але незрозумілою є кінцева мета такої співпраці: наповнення реальним змістом проголосованого Статуту чи подальша боротьба за незалежність Каталонії та каталанських країн.

## Демонстрація 1 грудня 2007 р
У цій демонстрації взяли участь до 700 тис. осіб (за даними поліції — 200 тис. осіб), до 200 представників місцевих владних структур каталанських країн, бл. 50 відомих осіб. Головним гаслом демонстрації було «Ми є окремим народом і ми кажемо ДОСИТЬ! Ми маємо право самим вирішувати, як розвивати свою інфраструктуру.» (кат. Som una nació i diem PROU! Tenim dret a decidir sobre les nostres infraestructures), головними вимогами була передача транспортної інфраструктури Каталонії під управління Жанаралітату, опублікування інформації про те, скільки грошей забирається з Каталонії центральним урядом Іспанії, а також вимога збору всіх податків на території Каталонії каталонськими владними структурами.
Демонстрація отримала офіційну підтримку кількох основних партій — Конвергенції та Єднання, Республіканської лівиці Каталонії та Ініціативи за Каталонію — Зелених, а також маленьких партій Об'єднаної та альтернативної лівиці та Кандидатури єдності народу.

## Фото

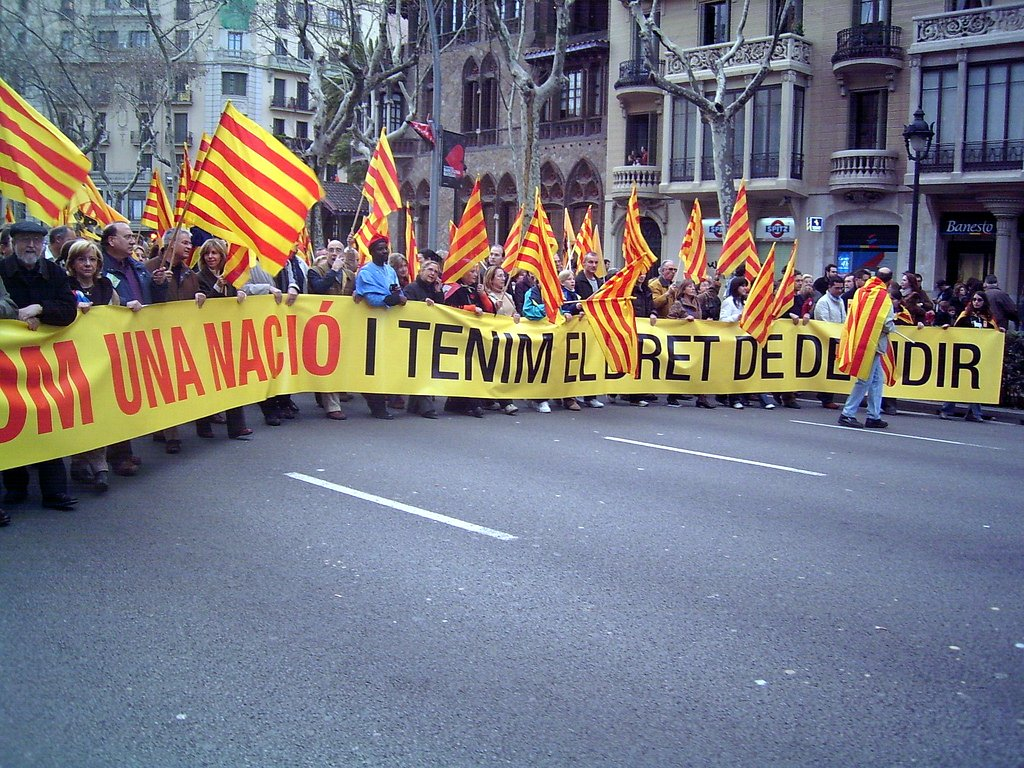
Перші ряди маніфестації
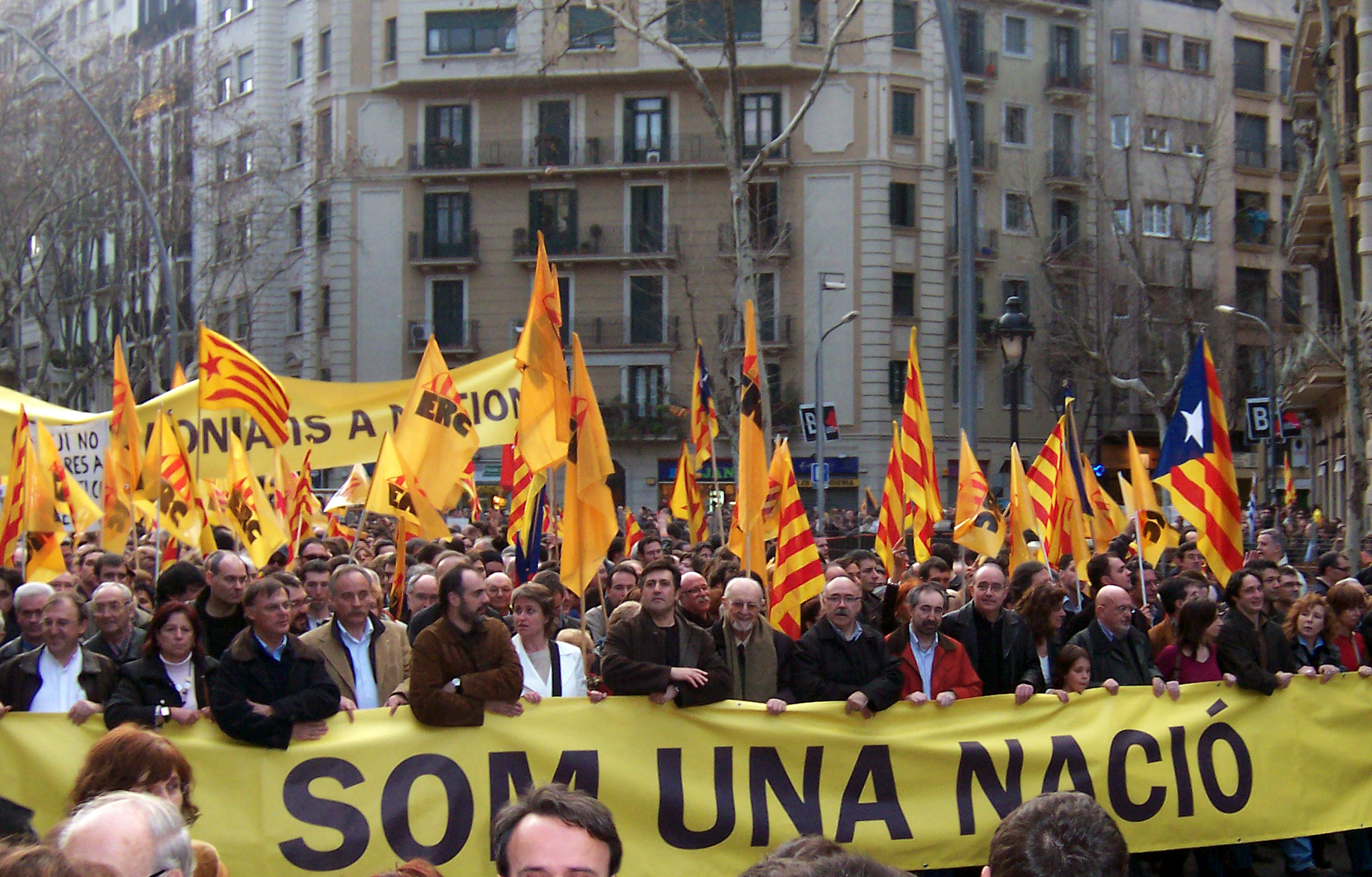
Керівництво Республіканської лівиці Каталонії бере участь у маніфестації